# Fryderyk Hayder
Fryderyk Antoni Hayder (ur. 25 kwietnia 1905 w Przemyślu, zm. 26 września 1990 w Wołominie) – polski malarz.

## Życiorys
W 1932 ukończył z wyróżnieniem krakowską Akademię Sztuk Pięknych. Uczył się pod kierunkiem Józefa Mehoffera oraz Xawerego Dunikowskiego. W 1934 i 1935 swoje prace wystawiał w Pałacu Towarzystwa Sztuk Pięknych. W maju 1935 roku przeprowadził się do Warszawy, gdzie w Komisji Normalizacji Druków i Wydawnictw Państwowych przy Prezesie Rady Ministrów objął stanowisko rzeczoznawcy. W 1938 za swoją pracę został odznaczony Srebrnym Krzyżem Zasługi. W 1938 roku w Krakowie wystawiał swoje prace podczas wystawy Mehoffer i jego uczniowie. Niestety, podczas powstania warszawskiego większość jego prac uległa zniszczeniu. W 1945 roku przeprowadził się do Gliwic, a część ocalałych prac powstałych w latach 1926–1944 przekazał do Muzeum w Gliwicach. W 1968 opracował projekt zagospodarowania Parku Miejskiego im. Michała Szuberta w Ząbkach. W 1978 zaprojektował Salę Ślubów w Urzędzie Miasta Ząbki. W 1986 przeprowadził się wraz z rodziną na stałe do Ząbek. Został pochowany na cmentarzu Bródnowskim (kwatera 61A-4-25).